# Hijra

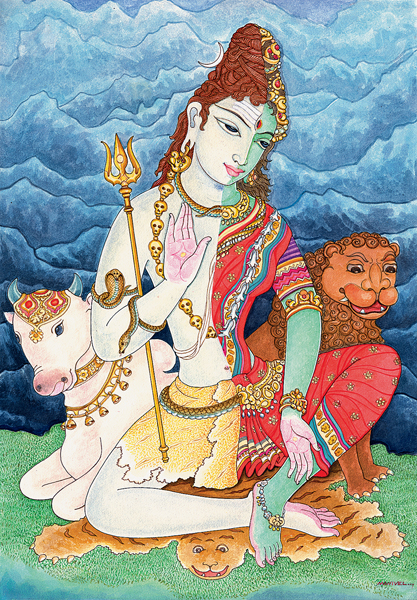
Die Hindu-Gottheit Shiva in zweigeschlechtlicher Gestalt als Ardhanarishvara

Hijra oder Hidschra ist in Südasien eine Bezeichnung für trans- oder intergeschlechtliche Personen in Indien, Pakistan und Bangladesch, von denen einige aus eigener Entscheidung Eunuchen sind. Hijras sind in mehreren südasiatischen Ländern offiziell anerkannt als drittes Geschlecht und werden dort als weder vollständig männlich noch weiblich angesehen.
Der Ausdruck „hijra“ ist ein Hindi-Urdu-Wort, abgeleitet von der semitisch-arabischen Wurzel hjr* in der Bedeutung „mit etwas brechen, verlassen, im Stich lassen, verstoßen, auswandern, fliehen“. Die indische Verwendung des Wortes hijra wurde traditionell ins Englische übersetzt als eunuch (Eunuch) oder hermaphrodite (Hermaphrodit), wobei „die Unregelmäßigkeit der männlichen Genitalien im Mittelpunkt der Definition steht.“
Hijra sind auch bekannt als Aravani, Aruvani oder Jagappa. In vielen Sprachen Indiens, besonders außerhalb von Nordwestindien, werden andere Begriffe wie chhakka verwendet. Hijras sind seit dem Altertum auf dem indischen Subkontinent historisch belegt, beispielsweise im Kamasutra (ab 200 n. Chr.).
Viele Hijras leben in genau definierten und organisierten Lebens- und Wirtschaftsgemeinschaften, angeführt von einer Guru-Mutter. Die wichtigste Beziehung in der Hijra-Gemeinschaft ist die von Guru (Meisterin, Lehrerin) und Chela (Schülerin). Eine Guru-Mutter muss für die materiellen und spirituellen Bedürfnisse ihrer Schülerinnen Sorge tragen und hat dafür ein Anrecht auf Loyalität und einen Teil ihrer Einnahmen.
Diese Gemeinschaften haben sich über Generationen hinweg erhalten durch die „Adoption“ von biologisch männlichen Jugendlichen oder Kindern, die von ihrer Herkunftsfamilie und anderen Personen wegen ihres femininen Verhaltens abgelehnt wurden und zu den Hijras fliehen, um ihre weibliche Geschlechtsidentität voll leben zu können, oder die in bitterster Armut leben, manchmal nach einer Periode homosexueller Prostitution. Um zu überleben, arbeiten viele Hijra als Sexarbeiter.
Nur wenige Hijras sind jedoch von Geburt an intergeschlechtlich. Die meisten sind physisch männlich geboren, viele haben jedoch eine weibliche Geschlechtsidentität im Sinne der Transgeschlechtlichkeit. Nicht selten unterziehen sie sich einer Nirwaan genannten Totalkastration, oft schon in jugendlichem Alter, um eine weitere Vermännlichung ihres Körpers zu verhindern. Sie leben als Frauen und manche Hijras erlangen durch einen solchen Eingriff eine deutliche Verweiblichung.
Sprachlich bezeichnen sich Hijras selbst meist als weiblich, als transgender und kleiden sich dementsprechend. Von der konservativen Außenwelt werden sie dennoch häufig als Eunuchen oder als „kastrierte Männer“ bezeichnet.
Seit dem späten 20. Jahrhundert haben einige Hijra-Aktivisten und westliche Nichtregierungsorganisationen (NGOs) Lobbyarbeit geleistet für die offizielle Anerkennung der Hijra als drittes Geschlecht oder dritte Geschlechtsidentität, als weder Mann noch Frau.
In Indien wurden die Hijras 2009 als drittes Geschlecht anerkannt, 2011 auch in Pakistan, dort regional als Khusra bezeichnet. Damit waren die Hijras zu diesem Zeitpunkt weltweit das einzige offiziell anerkannte dritte Geschlecht. In Bangladesch bekamen Hijras die Anerkennung 2013 zugestanden und genießen seitdem eine Bevorzugung in der Ausbildung. In Indien wurden alle Hijra sowie Transmenschen, Eunuchen und Intergeschlechtliche vom Obersten Gerichtshof im April 2014 als drittes Geschlecht anerkannt. Nepal erkannte 2015 die rechtliche Existenz eines dritten Geschlechts an und ermöglicht – wie Indien auch – einen entsprechenden Geschlechtseintrag in offiziellen Dokumente; dort gibt es neben einigen Hijras auch Meti und Kothi (siehe auch Divers sowie Länder mit einem dritten Geschlechtseintrag).

## Terminologie

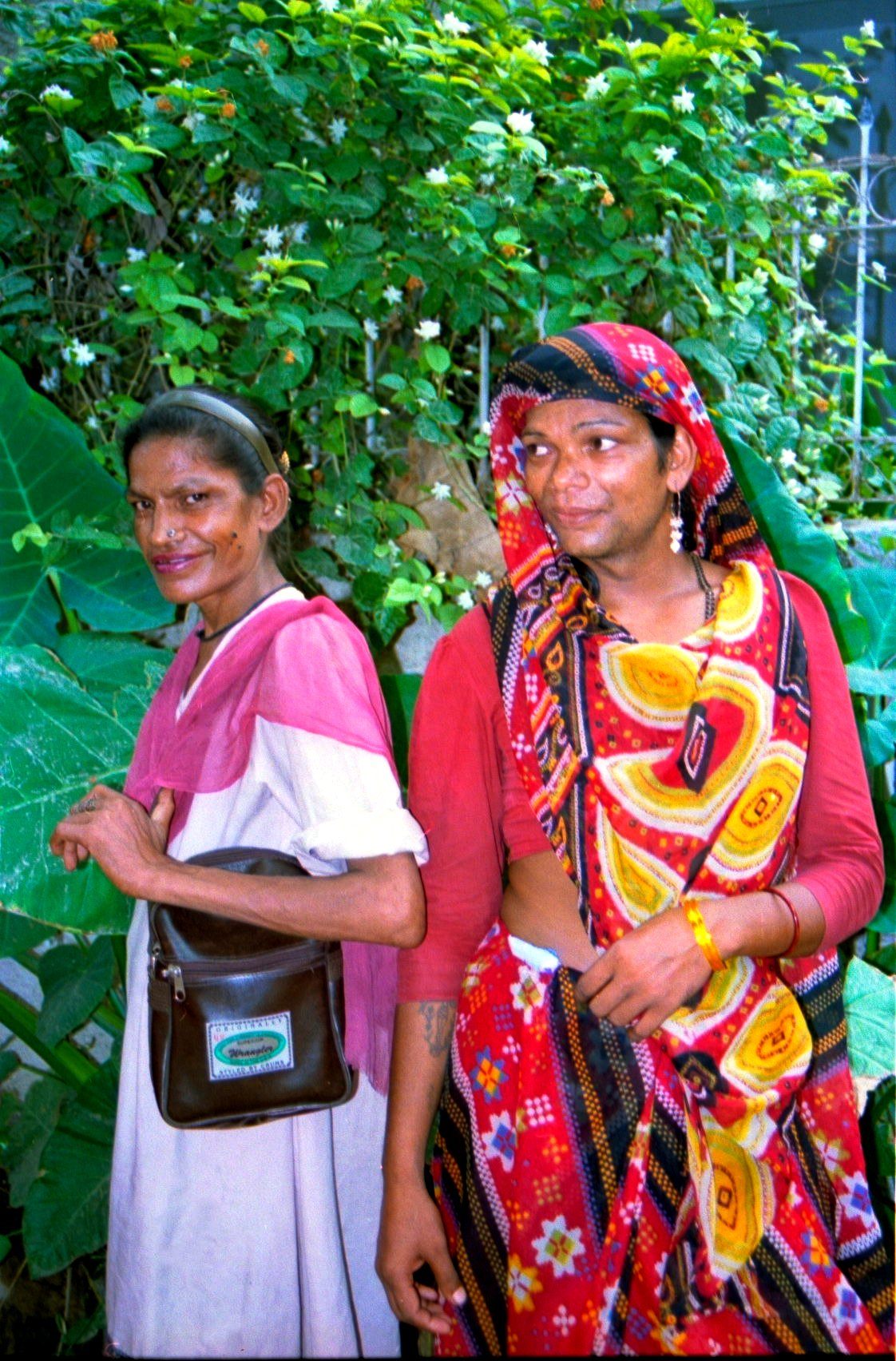
Hijras aus dem Panscheel Park in Neu-Delhi, 1994

Das Urdu- und Hindi-Wort hijra ([ˈɦɪdʒɽaː]; auch hijira, hijda, hijada, hijara, hijrah) wird in Urdu allgemein als abfällig, geringschätzig, verächtlich verstanden, stattdessen verwendet man die Bezeichnung Khwaja Sara. Ein anderer Terminus ist khasuaa (खसुआ) oder khusaraa (खुसरा). Das Synonym für hijra in Bengali ist হিজড়া, hijra, hijla, hijre, hizra, oder hizre. Eine ganze Reihe von Bezeichnungen auf dem kulturell und linguistisch sehr vielfältigen Indischen Subkontinent bezeichnen ähnliche Gender-Kategorien, die grundsätzlich als Synonyme gelten können, je nach regionalen kulturellen Unterschieden. In Odia bezeichnet man eine Hijra als hinjida, hinjda oder napunsaka, in Telugu als napunsakudu (నపుంసకుడు), kojja (కొజ్జ) oder maada (మాడ), in Tamil Nadu als Thiru nangai („mister woman“), Ali, aravanni, aravani oder aruvani, in Panjabi als khusra und jankha, in Sindhi als khadra, in Gujarati als pavaiyaa (પાવૈયા). In Nordindien wird die Göttin Bahuchara Mata von Pavaiyaa (પાવૈયા) verehrt. In Südindien glaubt man, die Göttin Renuka habe die Macht, das Geschlecht einer Person zu ändern. Männlich geborene Anhänger in weiblicher Kleidung sind bekannt als Jogappa. Sie erfüllen ähnliche soziale Rollen wie Hijra, wie z. B. Tanzen und Singen bei Geburts-Zeremonien und Hochzeiten. Auch das Wort kothi (oder koti) ist geläufig in Indien, ähnlich den Kathoey von Thailand, obwohl kothis oft von hijras unterschieden werden. Kothis werden betrachtet als feminine Männer oder Jungen, die die weibliche Rolle beim Sex mit Männern einnehmen, sie leben aber nicht in der Art von Gemeinschaften wie die Hijras. Außerdem haben nicht alle Kothis Initiationsriten oder geschlechtsverändernde Schritte unternommen, um eine Hijra zu werden. Lokale Äquivalente sind: durani (Kolkata), menaka (Cochin), meti (Nepal) und zenana (Pakistan).
„Hijra“ wurde und wird im Englischen als „Eunuch“ (eunuch) oder „Hermaphrodit“ (hermaphrodite) übersetzt, LGBT-Historiker oder Menschenrechtsaktivisten haben jedoch bereits versucht, sie als transgeschlechtlich einzustufen. In einer Reihe von Treffen des Transgender-Experten-Komitees von Indiens Ministerium für Soziale Gerechtigkeit und Ermächtigung (Ministry of Social Justice and Empowerment), zwischen Oktober 2013 und Januar 2014, forderten Hijra und andere Trans-Aktivisten jedoch, dass der Terminus „Eunuch“ (eng. eunuch) aus dem Gebrauch in staatlichen Dokumenten gestrichen wird, da sich die Gemeinschaft der Hijra nicht mit diesem Begriff identifiziert.

## Geschlechtsidentität und Sexualität

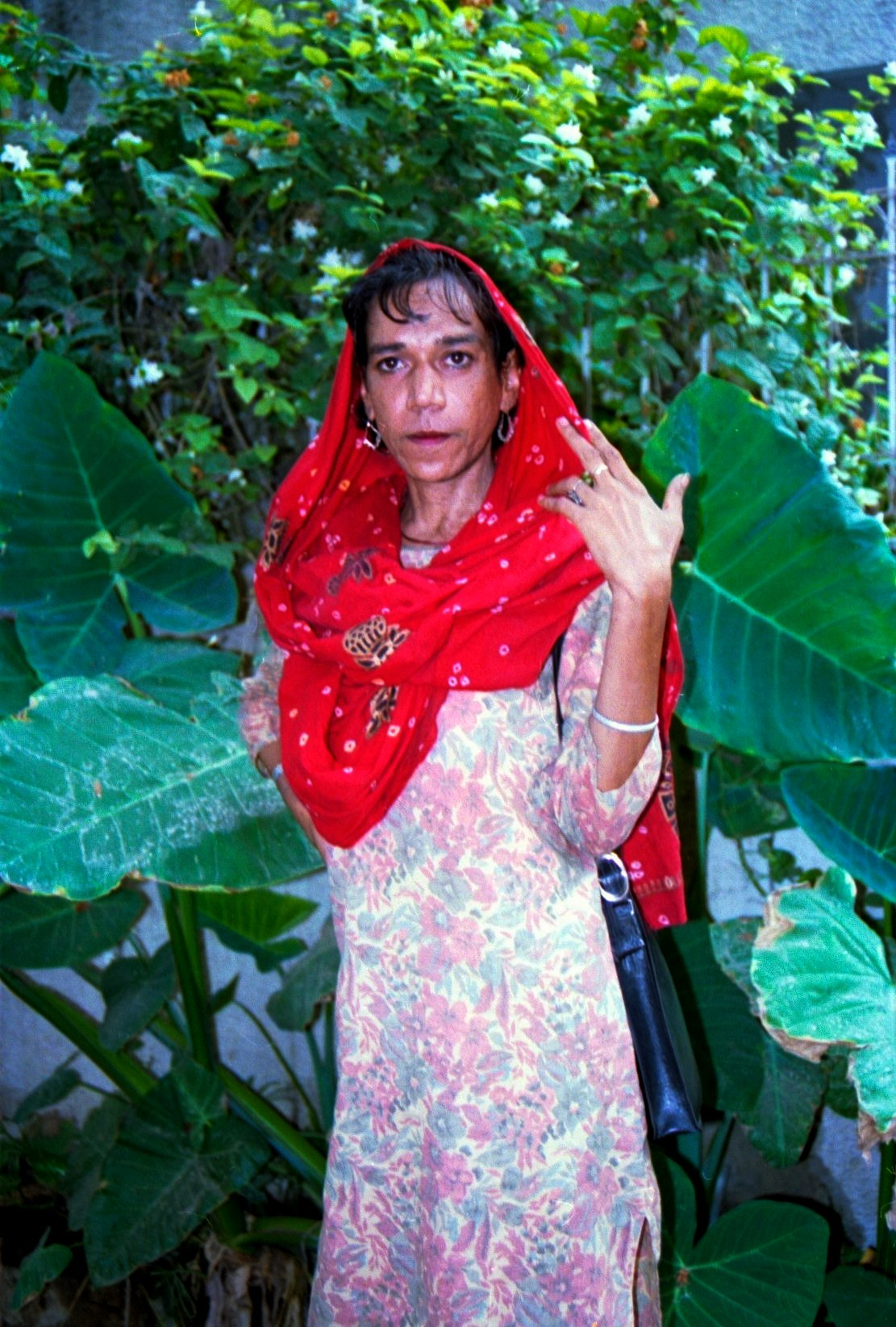
Hijra aus dem Panscheel Park, Neu-Delhi, 1994

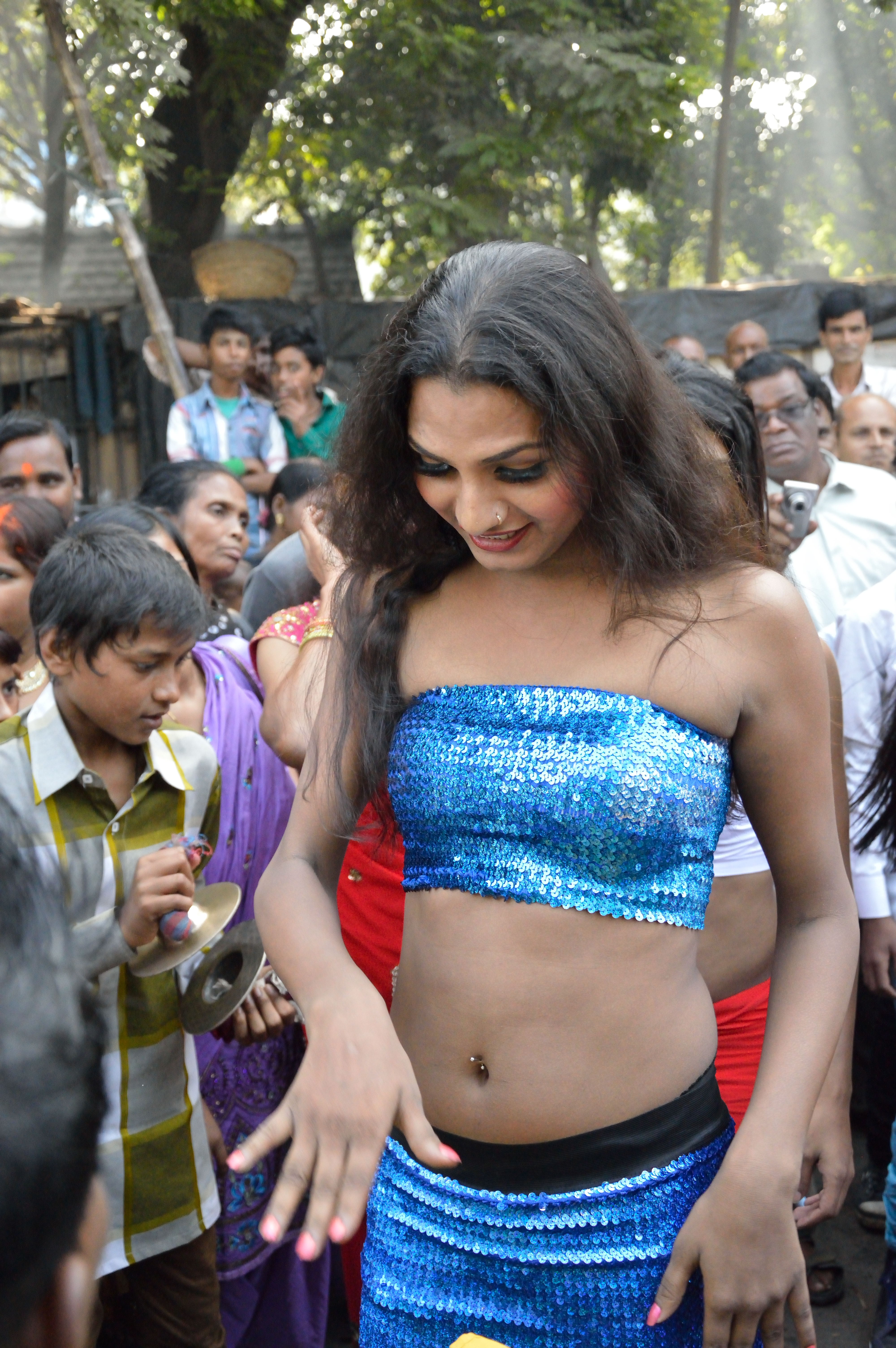
Transsexuelle Hijra (oder Kothi?) beim Chhath Festival, Strand Road, Kolkata, 9. November 2013

Die Identitäten der Hijra haben kein exaktes Gegenstück im modernen westlichen Verständnis von Geschlechtsidentität und sexueller Orientierung und stellen eine Herausforderung westlicher Vorstellungen dar. Der Anschluss an eine Hijra-Gemeinschaft ist zwar für viele transgeschlechtliche Frauen und Mädchen sowie intergeschlechtlich Geborene geradezu zwangsläufig, hat jedoch auch stark religiöse Bezüge. Mit westlichen Transfrauen sind die Hijra nicht immer gleichzusetzen. Modernere vom Westen beeinflusste Entwicklungen führen außerdem dazu, dass auch für transgeschlechtliche Hijras, die sich als Frau fühlen, geschlechtsangleichende Maßnahmen wie Hormontherapien und Operationen gewünscht werden, obwohl sie aufgrund von Armut oft nur schwer oder gar nicht erreichbar sind. Transgeschlechtliche Inderinnen aus reicheren Kasten treten heute nicht mehr unbedingt in die Hijra-Gemeinschaft ein, sondern lassen trotz der gesellschaftlichen Ablehnung Geschlechtsangleichungen nach westlichem Vorbild vornehmen und leben ein normales Leben als Frau.
In Indien definieren sich einige Hijras nicht durch eine bestimmte sexuelle Orientierung, sondern eher dadurch, dass sie Sexualität allgemein ablehnen. Sexuelle Energie soll in sakrale (heilige) Kräfte transformiert werden. Diese Vorstellung kann jedoch mit der Praxis, dass Hijras oft als Prostituierte arbeiten, in Konflikt geraten. Darüber hinaus werden feminine Männer, die die „rezeptive“ Rolle im Sex mit einem Mann einnehmen, oft als kothi (oder mit einem lokalen Äquivalent) bezeichnet. Kothis werden gewöhnlich von Hijras als eine eigene Gender-Identität unterschieden, sie kleiden sich oft als Frauen und agieren in weiblicher Art in der Öffentlichkeit und benutzen eine weibliche Sprache in Bezug auf sich selbst und untereinander.
Die gewöhnlichen Partner von Hijras und Kothis sind Männer, die sich selbst als heterosexuell betrachten, da sie die männliche Rolle beim Sex übernehmen. Diese männlichen Partner sind oft verheiratet, und eine Beziehung oder Sex mit Kothis oder Hijras wird gewöhnlich vor der Gesellschaft geheim gehalten. Einige Hijras gehen feste Beziehungen mit Männern ein und heiraten sogar, obwohl diese Ehen gewöhnlich durch Gesetz und Religion nicht anerkannt werden. Hijras und Kothis haben oft einen speziellen Namen für männliche romantische oder Sexual-Partner, beispielsweise panthi in Bangladesch, giriya in Delhi oder sridhar in Cochin.

## Kastration (Nirwaan)
Obwohl sehr häufig angenommen wird, dass Hijra sich meistens einer rituellen Kastration und Penektomie unterziehen oder dieses wenigstens anstreben, um ganz von ihrer Schutzgöttin Bahuchara Mata angenommen zu werden und dadurch selbst zu einer wirksamen Segnung oder Verfluchung anderer als befähigt zu gelten, fehlten über tatsächlich durchgeführte genitale Operationen lange Zeit verlässliche Quellen. Nach Angaben einer Gesundheitsorganisation in Mumbai, The Humsafar Trust (HST), waren lediglich 8 Prozent der Hijra, welche die organisationseigene Klinik aufsuchten, rituell kastriert (nirwaan). Laut einer Studie der University of Delhi von 1983 führen die Hijras jedoch nach wie vor generell häufig Kastrationen durch. Langjährige Recherchen ergaben, dass 76 von 100 befragten Hijras kastriert waren.
Indische Medien berichteten mehrfach über Fälle von Kindern, die von Hijras angeblich gekidnappt wurden, um sie später einer Zwangskastration zu unterziehen, dies wurde jedoch 2001 von den Hijras selber und laut der Internationalen Assoziation von Lesben und Schwulen (International Lesbian and Gay Association) offiziell dementiert.
P. Chattopadhayay-Dutt (1995) erwähnte eine Untersuchung der Polizei von Delhi, wonach annähernd 20 Prozent der Hijras in der Landeshauptstadt in ihrer Kindheit oder Jugend kastriert wurden. Laut einer in The Times of India 2005 genannten Studie erhält die 30.000 Mitglieder starke Hijra-Gemeinde von Delhi jährlich Zulauf von etwa 1000 Jugendlichen, die in teilweise riskanten Operationen kastriert werden. Sowohl Chattopadhayay-Dutt, als auch die Times of India behaupteten, dass es auch zu erzwungenen Kastrationen gekommen sei.

## Geschichte

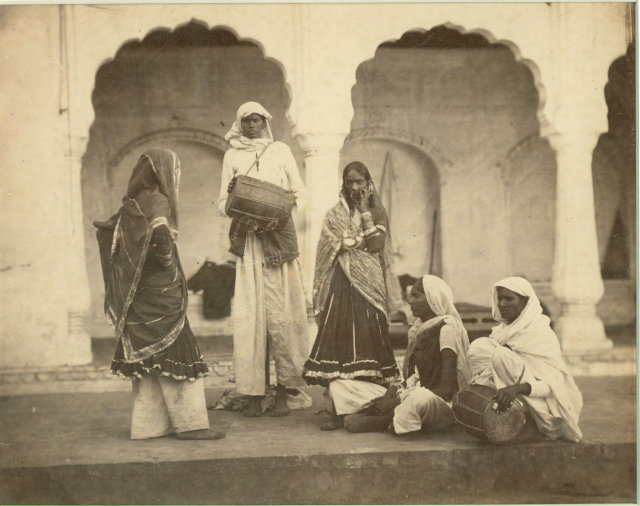
Indische Hijras um 1865

Religionen und Kulte, in denen biologisch männlich geborene Priester als Frauen lebten und sich einer freiwilligen Totalkastration unterzogen, sind bereits aus der Antike bekannt, z. B. die sogenannten Galloi im Kult der Kybele. Diese antiken Kulte stammten ursprünglich aus der Region des Nahen Ostens, Babylon, Sumer etc.
In Indien erwähnt das alte Kama Sutra weibliche Menschen eines dritten Geschlechtes (tritiya prakriti).
In den 1650er Jahren bemerkten reisende Franziskaner die Anwesenheit von „Männern und Jungen, die sich wie Frauen kleiden“ auf den Straßen von Thatta im modernen Pakistan. Die Anwesenheit dieser Personen wurde als Zeichen der Verderbtheit der Stadt angesehen.
Während der Ära des British Raj (Britisch-Indien, 1858–1947) versuchten die Behörden, Hijras auszurotten, die sie als „Verstoß gegen den öffentlichen Anstand“ betrachteten. Anti-Hijra-Gesetze wurden später aufgehoben; aber ein Gesetz, das die Kastration, einen zentralen Teil der Hijra-Gemeinschaft, verbot, blieb erhalten, wenn es auch nur selten durchgesetzt wurde. Die Hijra wurden im Strafgesetzbuch (Criminal Tribes Act) von 1871 als „krimineller Volksstamm“ bezeichnet, sie waren daher einer Registrierungspflicht unterworfen, wurden streng überwacht und für lange Zeit stigmatisiert.
Nach der Unabhängigkeit wurden sie im Jahre 1952 zwar entkriminalisiert (= Denotified tribes (DNTs), auch: Vimukta Jati), aber die Jahrhunderte alte Stigmatisierung blieb bestehen.

## Sozialer Status und wirtschaftliche Umstände

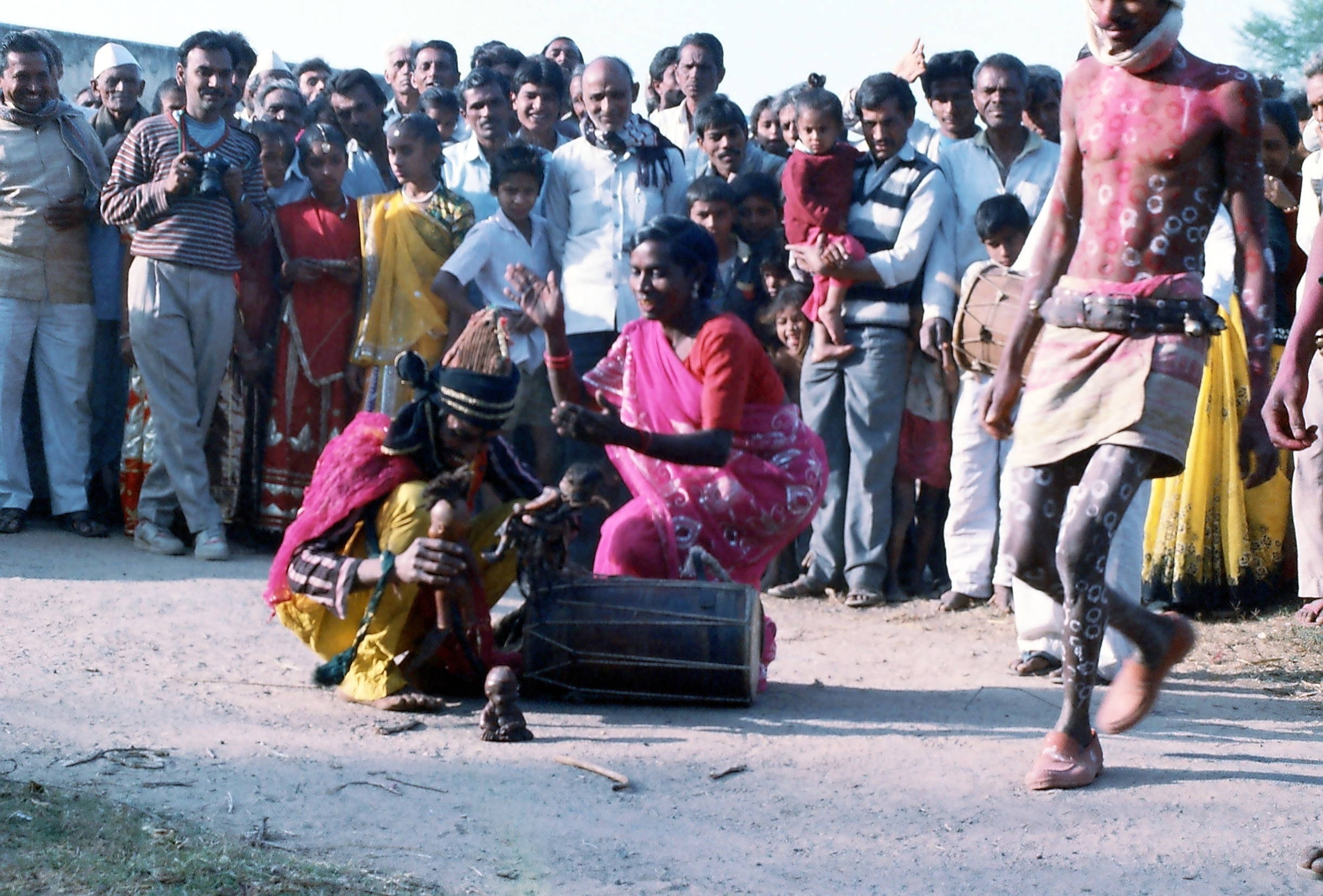
Für den gesellschaftlichen Zusammenhalt spielen magisch-religiöse Rituale eine Rolle. Kheda-Distrikt im Osten von Gujarat

Die meisten Hijras leben am Rande der Gesellschaft in einem sehr niedrigen gesellschaftlichen Status. Das Wort „hijra“ selber wird manchmal in einer geringschätzigen, abfälligen Weise verwendet. Der indische Richter und Schriftsteller Rajesh Talwar hat ein Buch geschrieben über die Menschenrechtsverletzungen gegen die Gemeinschaft der Hijra mit dem Titel: The Third Sex and Human Rights.
Traditionell verdienen Hijras ihren Lebensunterhalt durch Tanzen und Segnungen auf Hochzeiten, bei Hauseinweihungen und nach der Geburt von Söhnen (sogenannte toli-Zeremonien). Diese Quelle von Geld und Anerkennung ist jedoch immer weniger ertragreich und kann kaum mehr eine Hijra-Gemeinschaft ernähren, bleibt aber identitätsstiftend. Nur wenige andere Beschäftigungsmöglichkeiten stehen den Hijras offen, und viele bekommen ihr Einkommen durch Erpressung (erzwungene Bezahlung durch Störung der Arbeit oder des Lebens, mithilfe von Demonstration und Einmischung), durch Betteln (dheengna) oder durch Sexarbeit (raarha) – eine auch in vormodernen Zeiten registrierte Beschäftigung von „Eunuchen“.
Gewalt gegen Hijras, insbesondere Hijra-Sexarbeitern, ist oft brutal und kommt in öffentlichen Räumen, Polizeistationen, Gefängnissen und in ihren eigenen Häusern vor. Wie bei Transmenschen in den meisten Teilen der Welt sind sie extremer Diskriminierung in Bezug auf Gesundheit, Wohnen, Bildung, Beschäftigung, Immigration, Recht und in der Bürokratie ausgesetzt, die sie nicht in männliche oder weibliche Geschlechtskategorien einordnen kann.

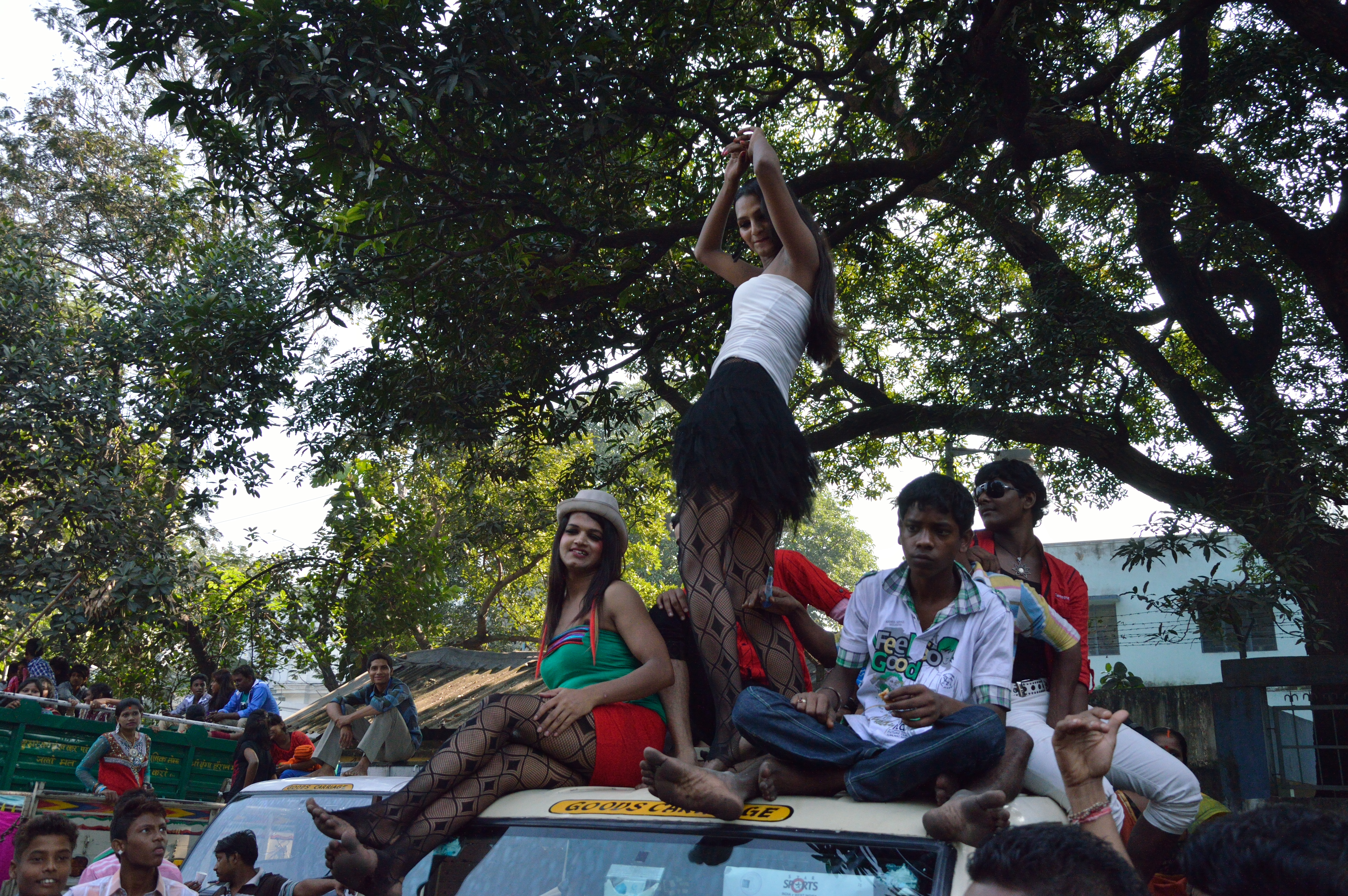
Tanzende Hijra (oder Kothi?) beim Chhath Festival, Strand Road, Kolkata 9. November 2013

Im Jahr 2008 betrug die HIV-Prävalenz unter den Hijra-Sexarbeiterinnen in Larkana, Pakistan, 27,6 %. Die allgemeine Prävalenz von HIV unter der erwachsenen pakistanischen Bevölkerung wird auf 0,1 % geschätzt.
Im Oktober 2013 setzten pakistanische Christen und Muslime (Schiiten und Sunniten) die Vermieter der Imamia Colony unter Druck, um trans*-Bewohner zu vertreiben. „Khwaja Sira (Hijra) sind im Allgemeinen in Pakistan nicht bedroht. Aber sie leben in der Provinz Khyber Pakhtunkhwa, weil ein ‚neuer Islam‘ im Gange ist“, meinte I. A. Rehman, der Direktor der Menschenrechtskommission von Pakistan.
In einer Studie über die Hijras in Bangladesch berichteten die Teilnehmer, dass es ihnen nicht erlaubt war, sich in den privaten Arztpraxen medizinisch behandeln zu lassen, und dass sie Missbrauch erfahren, wenn sie in staatliche Krankenhäuser gehen.
Ab 2006 wurden Hijras als Begleitung für die Steuerbeamten der Stadt Patna eingestellt, um unbezahlte Steuern einzutreiben, und erhielten dafür eine 4-Prozent-Beteiligung.
Seit Indiens Oberster Gerichtshof homosexuellen Sex am 13. Dezember 2013 erneut kriminalisierte, hat die physische, psychische und sexuelle Gewalt gegen die Trans-Gemeinschaft durch die indische Polizei stark zugenommen, und diese ermittelt auch nicht, wenn sexuelle Übergriffe gegen Transgeschlechtliche gemeldet werden.
Am 15. April 2014 entschied der Oberste Gerichtshof Indiens in einem Verfahren der National Legal Services Authority gegen die Union of India, dass Transpersonen als dritte Geschlechts-Kategorie und als sozial und wirtschaftlich „rückständige“ Klasse behandelt werden sollten, mit einem Anspruch auf proportionalen Zugang und Repräsentation in Bildungswesen und Arbeit.

## Hijra-Sprachen
Es gibt verschiedene Arten von Dialekten und Sprachen, die von der Gemeinschaft der Hijras in verschiedenen Teilen des Landes gesprochen werden: Die sogenannte „Hijra Farsi“ ist ein Trans-Dialekt – eine Mischung aus Urdu, Hindi und Persisch –, der im Norden Indiens, in Pakistan und Afghanistan gesprochen wird; und „Kothi Baashai“ wird von der Trans-Gemeinschaft in Karnataka, Andhra, Orissa und Teilen von Tamil Nadu gesprochen. „Sie haben sogar Gebärdensprachen und typische Manierismen zur Kommunikation. Das besondere Klatschen ist eine solche.“

## In der südasiatischen Politik

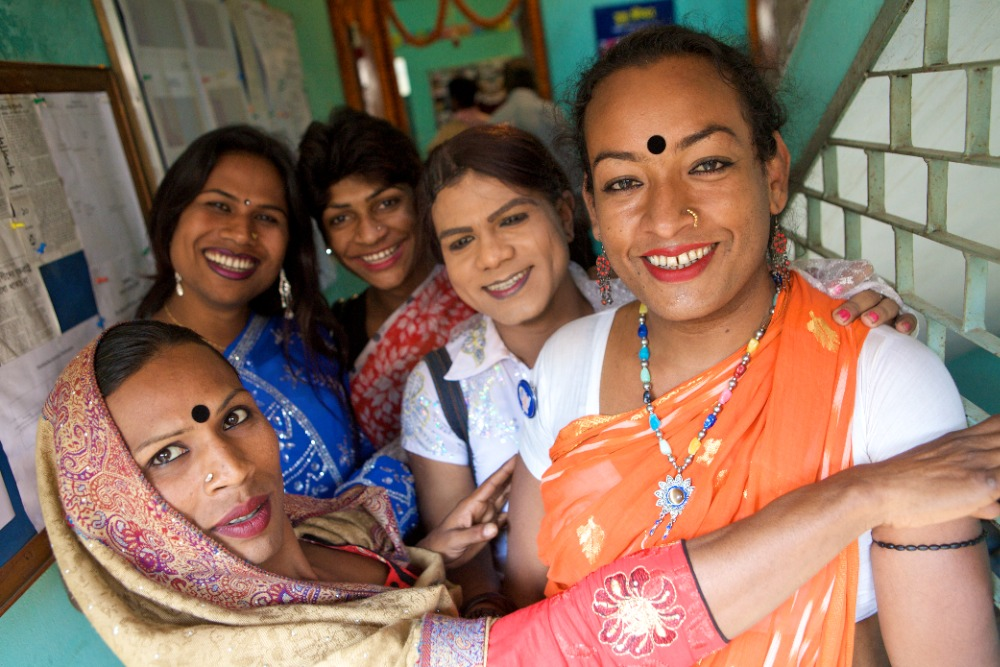
Eine Gruppe von Hijras in Bangladesch.

Im Jahr 2013 erhielten Transmenschen in Pakistan erstmals die Möglichkeit zur Wahl. In Pakistans Parlamentswahlen war die erste transgeschlechtliche unabhängige Kandidatin für Sukkur eine 32 Jahre alte Hijra namens Sanam Fakir. Sie sagte, die Hijra-Gemeinschaft sei „mehr als Tänzer und Bettler“.
Die Regierungen Indiens (1994) und Pakistans (2009) haben Hijras als „drittes Geschlecht“ anerkannt und ihnen damit die grundlegenden Bürgerrechte eines jeden Bürgers gewährt. In Indien haben Hijras seitdem die Möglichkeit, sich als „Eunuch“ („E“) in Reisepässen und bestimmten Regierungsdokumenten zu identifizieren. Dies bedeutet jedoch keine vollständige Gleichstellung; um zum Beispiel wählen zu können, müssen sich die Bürger entweder als männlich oder weiblich identifizieren. Es gab auch weitere Diskriminierungen seitens der Regierung: Bei den Parlamentswahlen von 2009 lehnte das indische Wahlkomitee die Kandidaturen von drei Hijras ab, insofern sie sich nicht als männlich oder weiblich identifizieren würden.
Im April 2014 erklärte Richter K. S. Radhakrishnan Transgender zum dritten Geschlecht im indischen Recht, in einem Fall, der von der National Legal Services Authority (Nalsa) gegen die Union of India und andere eingereicht worden war. Der Richter sagte:
Seldom, our society realises or cares to realise the trauma, agony and pain which the members of Transgender community undergo, nor appreciates the innate feelings of the members of the Transgender community, especially of those whose mind and body disown their biological sex. Our society often ridicules and abuses the Transgender community and in public places like railway stations, bus stands, schools, workplaces, malls, theatres, hospitals, they are sidelined and treated as untouchables, forgetting the fact that the moral failure lies in the society's unwillingness to contain or embrace different gender identities and expressions, a mindset which we have to change.
Selten realisiert oder kümmert sich unsere Gesellschaft um das Trauma, die Qual und den Schmerz, denen die Mitglieder der Transgender-Gemeinschaft ausgesetzt sind, und sie erkennt auch nicht die angeborenen Gefühle der Mitglieder der Transgender-Gemeinschaft an, besonders derer, deren Geist und Körper ihr biologisches Geschlecht ablehnen. Unsere Gesellschaft verspottet und missbraucht oft die Transgender-Gemeinschaft und an öffentlichen Orten wie Bahnhöfen, Bushaltestellen, Schulen, Arbeitsplätzen, Einkaufszentren, Theatern, Krankenhäusern werden sie ausgegrenzt und als Unberührbare behandelt, wobei die Tatsache vergessen wird, dass das moralische Versagen darin besteht, dass die Gesellschaft nicht willens ist, unterschiedliche Geschlechtsidentitäten und -ausdrücke anzunehmen oder mit einzuschließen, eine Einstellung, die wir ändern müssen.
Richter Radhakrishnan betonte, dass Transmenschen genau wie andere Minderheiten unter dem Gesetz behandelt werden sollten, indem man ihnen Zugang zu Arbeitsplätzen, Gesundheitsversorgung und Bildung ermögliche. Er interpretierte das Problem als eines der Menschenrechte, und sagte: „Diese TGs, obwohl zahlenmäßig unbedeutend, sind immer noch Menschen, und deshalb haben sie jedes Recht, sich ihrer Menschenrechte zu erfreuen“, und zog folgende Schlussfolgerung:

„
1. Hijras, Eunuchs, apart from binary gender, be treated as "third gender" for the purpose of safeguarding their rights under Part III of our Constitution and the laws made by the Parliament and the State Legislature.
2. Transgender persons' right to decide their self-identified gender is also upheld and the Centre and State Governments are directed to grant legal recognition of their gender identity such as male, female or as third gender.
3. Hijras, Eunuchen, jenseits einer binären Geschlechterordnung, sollen als „drittes Geschlecht“ behandelt werden, um ihre durch das Parlament und die staatliche Legislative erlassenen Rechte zu schützen, gemäß Teil III unserer Verfassung.
4. Das Recht von Transgender-Personen, über ihr selbst identifiziertes Geschlecht zu entscheiden, wird ebenfalls bestätigt, und die Regierungen des Zentrums und der Mitgliedsstaaten werden angewiesen, die rechtliche Anerkennung ihrer Geschlechtsidentität als männlich, weiblich oder als drittes Geschlecht zu gewähren.“

Eine Gesetzesvorlage, die von allen politischen Parteien unterstützt wurde, wurde im August 2015 im indischen Parlament eingereicht, um Transmenschen rechtliche Vorteile zu gewähren ähnlich geschützten Gemeinschaften wie SC / STs (?), und dass sie neben dem Schutz vor sexueller Belästigung Zugang zu Schulen und zu Arbeitsplätzen in der Regierung (Verwaltung) erhalten.

## Religion
Viele Hijras praktizieren eine Form des Synkretismus, der sich auf mehrere Religionen stützt; da sie weder eindeutig Männer noch Frauen sind, praktizieren sie Rituale für Männer und Frauen. Hijras sind normalerweise Anhänger der Muttergöttin Bahuchara Mata, von Shiva oder von beiden.

### Bahuchara Mata
Bahuchara Mata ist eine hinduistische Göttin, über die zwei Geschichten existieren, die beide mit einem Trans-Verhalten verbunden sind. Die eine Geschichte besagt, dass sie im Avatar einer Prinzessin erschien, die ihren Ehemann kastrierte, weil er in den Wald laufen und sich wie eine Frau benehmen wollte, anstatt Sex mit ihr zu haben. Eine andere Geschichte erzählt, dass ein Mann versuchte, sie zu vergewaltigen, also verfluchte sie ihn mit Impotenz. Als der Mann sie um Verzeihung bat, um den Fluch zu brechen, gab sie erst nach, als er zugestimmt hatte, in den Wald zu gehen und sich wie eine Frau zu benehmen. Der Haupttempel dieser Göttin befindet sich in Gujarat; er ist daher ein Wallfahrtsort für Hijras, die Bahuchara Mata als ihre Patronin ansehen.

### Lord Shiva
Eine der Formen von Lord Shiva ist eine Verschmelzung mit Parvati, wo sie zusammen Ardhanari sind, ein Gott, der halb Shiva und halb Parvati ist. Ardhanari hat eine besondere Bedeutung als Schutzpatron solcher Hijras, die sich mit der Geschlechtermehrdeutigkeit identifizieren.

### Im Ramayana
In einigen Versionen des Ramayana, wenn Rama Ayodhya verlässt, um in eine 14-jährige Verbannung zu gehen, folgt ihm eine Menge seiner Untertanen in den Wald, weil sie ihn so sehr verehren. Bald bemerkt Rama das und versammelt sie um sich, um ihnen zu sagen, dass sie nicht trauern sollen und dass alle „Männer und Frauen“ seines Königreichs zu ihren Orten in Ayodhya zurückkehren sollen. Dann geht Rama und erlebt 14 Jahre lang Abenteuer. Als er nach Ayodhya zurückkehrt, stellt er fest, dass die Hijras, die weder Männer noch Frauen sind, nicht von dem Ort weggezogen sind, an dem er seine Rede hielt. Beeindruckt von ihrer Hingabe, gewährt Rama den Hijras den Segen, Menschen während glückverheißender Anlässe wie Geburt und Hochzeiten zu segnen. Dieser Segen ist der Ursprung des sogenannten „Badhai“, wo Hijras singen, tanzen und segnen.

### Im Mahabharata

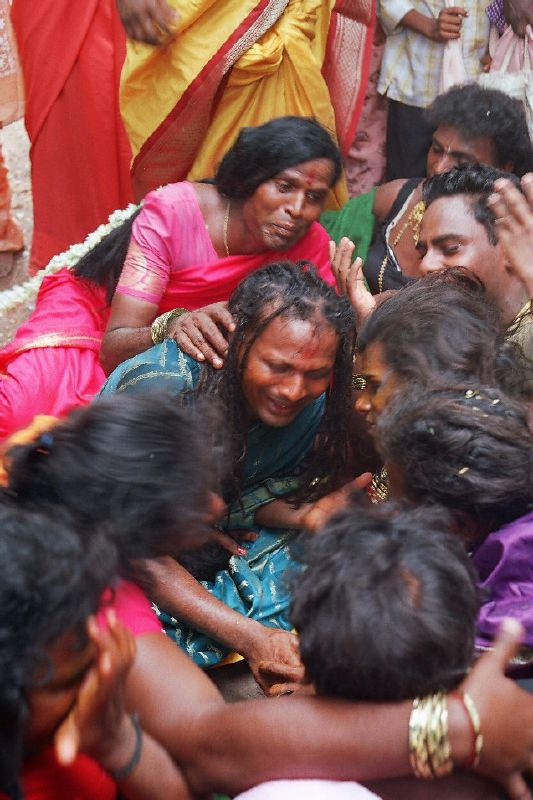
Indische transgender Hijras oder Aravanis bei dem 18-tägigen Fest in Kuvagam, Indien.

Das Mahabharata enthält eine Episode, in der Arjuna, ein Held des Epos, ins Exil geschickt wird. Dort nimmt er die Identität eines Eunuch-Transvestiten an und führt Rituale bei Hochzeiten und Geburten durch, die heute von Hijras durchgeführt werden.
Im Mahabharata, vor dem Kurukshetra-Krieg, opfert Irevan (Irewan) sein Lebensblut der Göttin Kali, um den Sieg der Pandavas zu sichern, und Kali stimmt zu, ihm Macht zu gewähren. In der Nacht vor der Schlacht äußert Irevan den Wunsch, zu heiraten, bevor er stirbt. Keine Frau war gewillt, einen Mann zu heiraten, der in wenigen Stunden sterben würde, also heiratet Arjuna ihn als „Brihinala“. In Südindien beanspruchen die Hijras Iravan als ihren Vorfahren und nennen sich „aravanis“.
Jedes Jahr im April und Mai feiern transgeschlechtliche Hijras oder Aravanis achtzehn Tage lang ein religiöses Fest in und um den Aravani-Tempel. Dieser Tempel befindet sich im Dorf Kuvagam in Taluk Ulundurpettai im Bezirk von Viluppuram, Tamil Nadu. Er ist der Hindu-Gottheit Koothandavar gewidmet, der mit Prinz Aravan identifiziert wird. Nach dem Mahabharata sollte der Prinz von seiner Familie geopfert werden, um eine drohende Niederlage abzuwenden. Er willigte ein, wollte aber die Nacht vor der Opferung noch mit einer Frau verbringen. Da sich keine Frau fand, die nach einer Nacht Witwe werden wollte, nahm der Gott Krishna die Gestalt einer Frau an und heiratete Aravan. Bei den Feierlichkeiten spielen die Hijras zunächst die Hochzeit nach und schlüpfen in die Rolle Krishnas. Sie verbringen die Nacht mit einem Mann ihrer Wahl und werden im Sinne von Aravans Opferung am nächsten Morgen „Witwen“. Anschließend betrauern sie Aravans Tod, in dem sie ihre Armreifen zerbrechen und rituelle Tänze mit Wehklagen vollziehen. Ein jährlicher Schönheitswettbewerb wird ebenso abgehalten wie verschiedene Gesundheits- und HIV- oder AIDS-Seminare. Hijras aus dem ganzen Land reisen zu diesem Festival. Eine persönliche Erfahrung der Hijras bei diesem Festival wird in der BBC-Three-Dokumentation India’s Ladyboys gezeigt und auch in der National Geographic Channel Fernsehserie Taboo.

### Im Islam
Indische Hijras, die sich als Muslime identifizieren, beziehen offenbar auch Aspekte des Hinduismus mit ein. Trotz dieses Synkretismus bemerkt Gayatri Reddy (2005), dass eine Hijra den Islam nicht anders praktiziere als andere Muslime, und argumentiert, dass ihr Synkretismus sie nicht weniger muslimisch mache.

## Filme
- Between the lines von Thomas Wartmann (2005; DVD: 2007)
- Middle Sexes HBO-Dokumentation (2005, englisch, mit einem Teil über moderne Hijda)
- Shabnam Mausi (2005; englisch)
- Monkey Man (2024)